# Леопольдсдорф ім Мархфельде
Леопольдсдорф ім Мархфельде (дійсне написання до 2021 р.: Leopoldsdorf im Marchfelde) — ринкове містечко з 2946 мешканцями (станом на 1 січня 2023) в окрузі Гензерндорф у Нижній Австрії.

## Географія

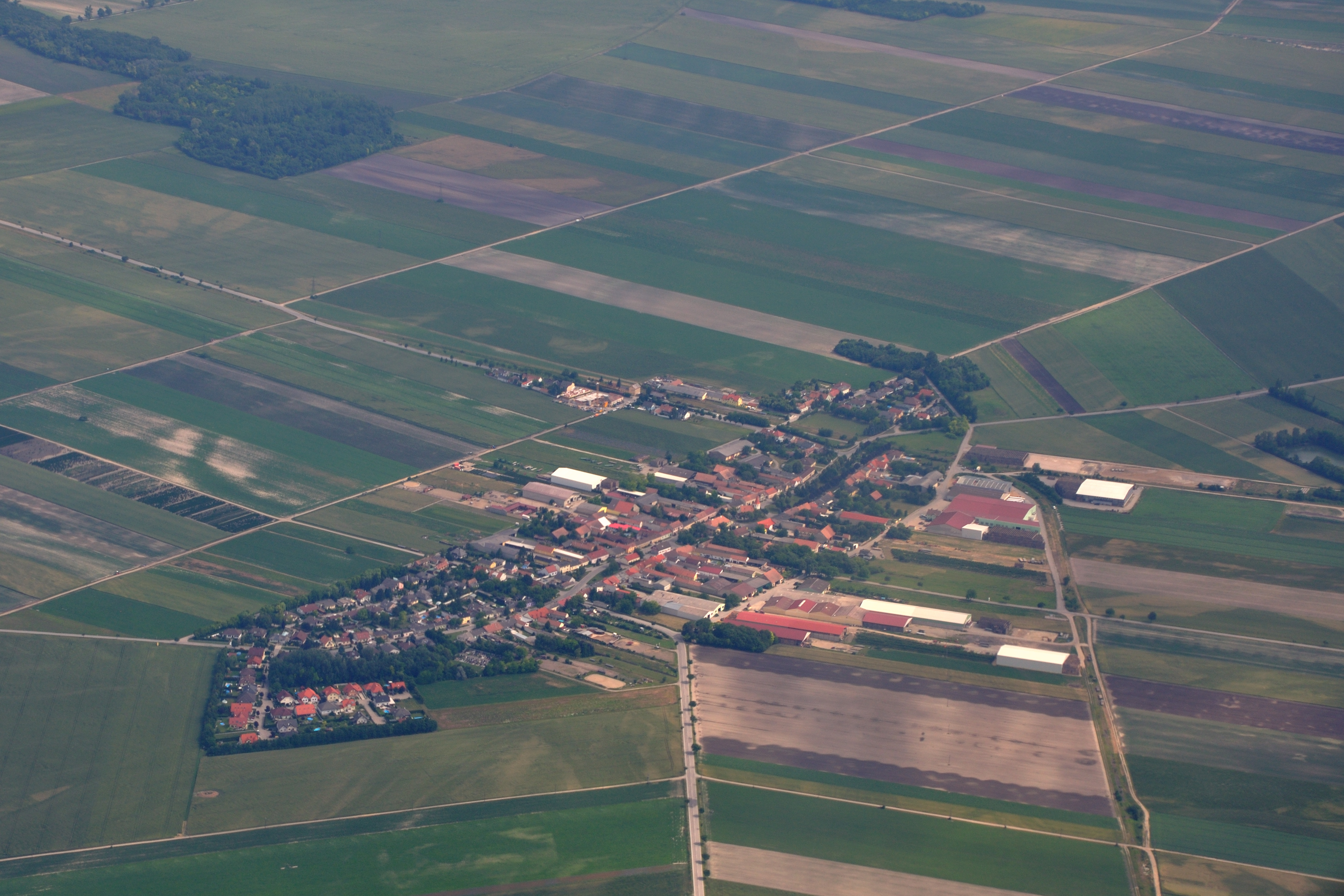
Аерофотознімок Брайштеттена (2011)

Леопольдсдорф ім Мархфельде розташований у центрі Мархфельда на Русбах (Мархфельдський канал) у регіоні Вайнфіртель у Нижній Австрії. Площа торгового містечка займає 28,95 квадратних кілометрів, кадастрова громада Леопольдсдорф-ім-Мархфельде — 17,24 квадратних кілометрів, а кадастрова громада Брайштеттен — 11,71 квадратних кілометрів. Вкрито лісом 6,27 відсотка території.

## Конгрегаційна структура
До складу муніципального району входять наступні два населених пункти (кількість жителів у дужках станом на 1 січня 2023):
- Брайштеттен (445 чол.),
- Леопольдсдорфа в Мархфельді (2501 чол.) з Кампфендорфом

Громада складається з кадастрових громад Брайтштеттен і Леопольдсдорф-ім-Мархфельде.

## Культура і пам'ятки

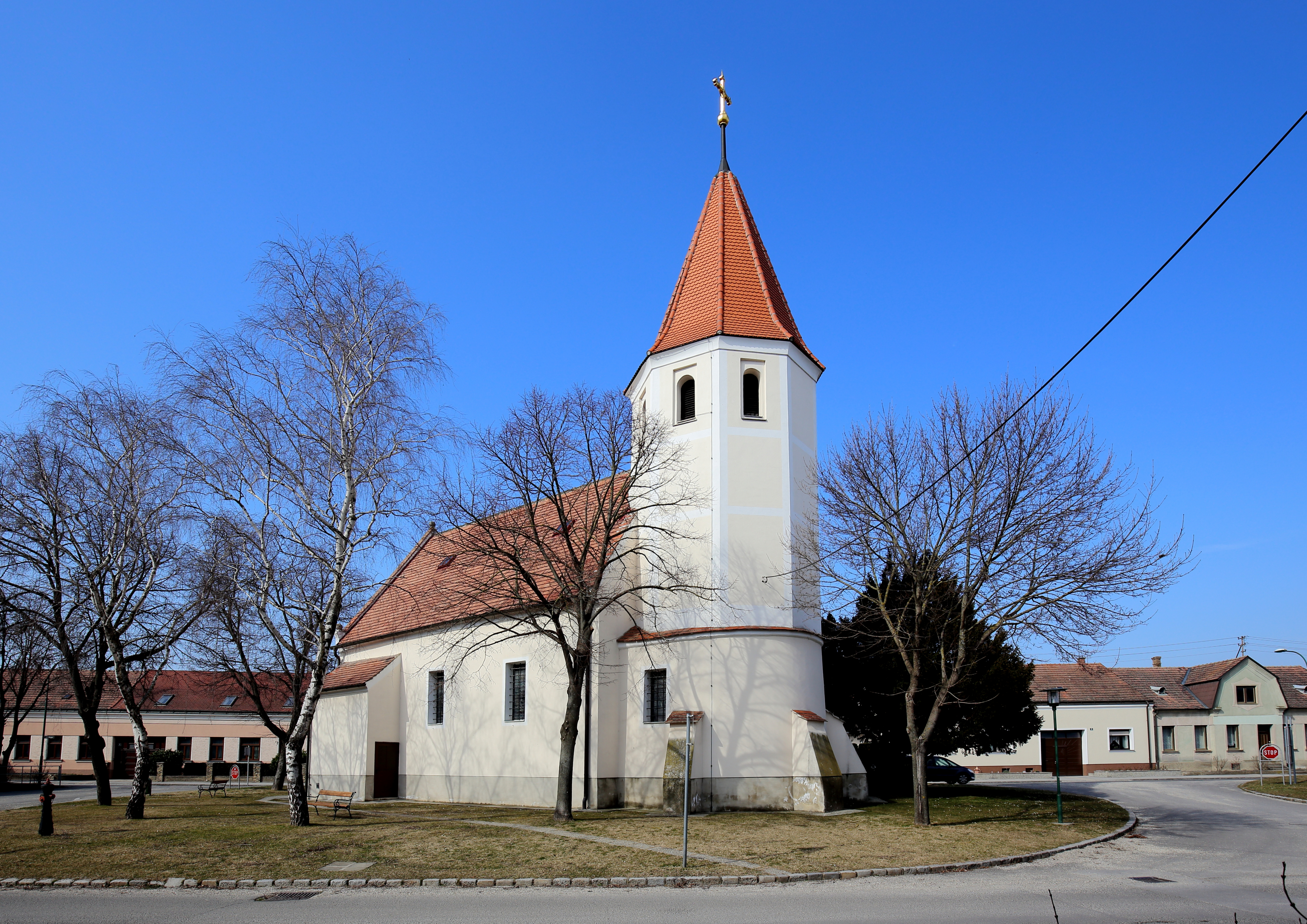
Парафіяльна церква Брайштеттен.
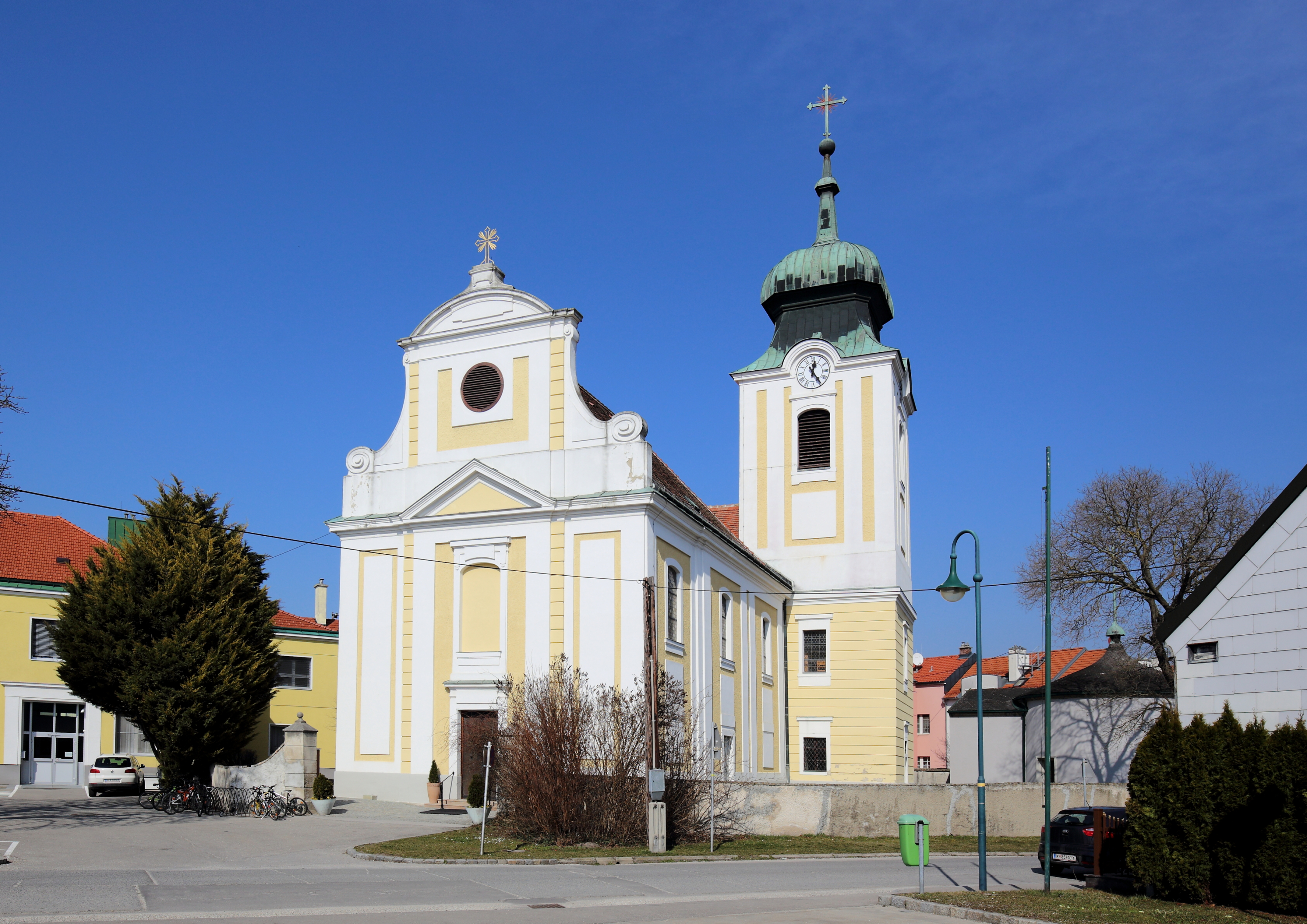
Парафіяльна церква в Леопольдсдорфі в Мархфельді.